# Refugi del Pla de les Pedres
El refugi del Pla de les Pedres és un refugi de muntanya de la Parròquia d'Encamp (Andorra) a 2.150 m d'altitud i situat sobre les Bordes d'Envalira al costat de les pistes d'esquí de Soldeu El Tarter.

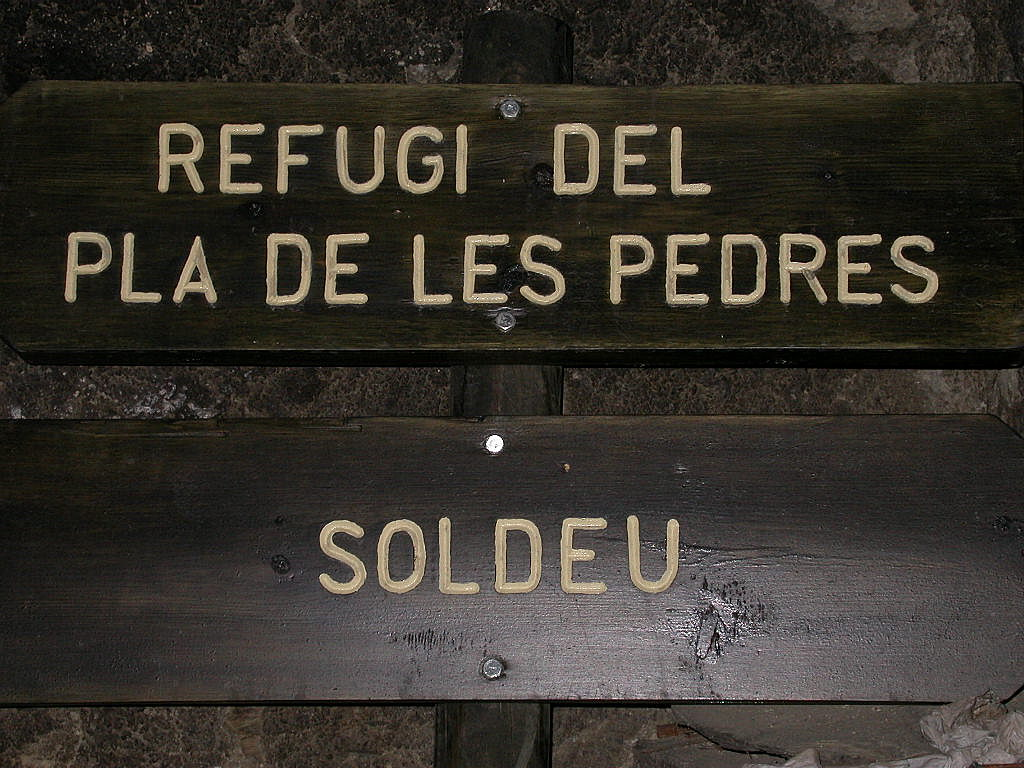
Placa identificativa a l'exterior.